# 국립 고고학 박물관 (불가리아)
국립 고고학 박물관(불가리아어: Национален археологически институт с музей)은 불가리아 소피아에 있는 고고학 박물관이다. 이 박물관은 원래 코카 마흐무트 파자 모스크라는 옛 모스크 건물이었다. 건설은 1451년 대재상 마흐무드 파샤 안젤로비치를 중심으로 시작되었지만 1474년 그의 죽음으로 모스크는 1494년에 완공되었다. 이 박물관은 1893년 체코의 바클라브 도브루스키가 이끄는 국립 박물관이라는 별도의 기관으로 설립되었으며, 1880년부터 1893년까지 국립도서관이 있던 이전 모스크에 본부를 두고 있었다. 이 박물관은 1905년에 공식적으로 개관하고 개관했으며, 도시 곳곳에 보관되었던 모든 고고학적 전시물이 이곳으로 옮겨졌다.